# Casa Consistorial de Valladolid

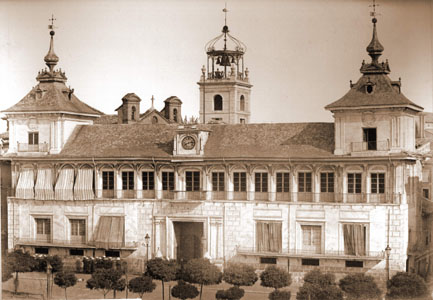
L'antiga Casa Consistorial de Valladolid, obra de Juan Sanz de Escalante, Francisco de Salamanca i Juan de Herrera.

La Casa Consistorial de Valladolid situada al flanc nord de la Plaça Major de la ciutat, és la seu de l'Ajuntament de Valladolid, on es troben els òrgans de gestió i govern de Valladolid, l'alcaldia, el ple municipal i la junta de govern local.

## L'antiga casa
Al principi, l'Ajuntament va celebrar les seves primeres reunions en locals aliens, fins a 1338, any en què es van construir unes cases pròpies a l'antiga Plaça de Santa Maria (avui Plaça de la Universitat), les reunions es van celebrar al claustre de la Col·legiata. Simultàniament a aquest edifici, va existir una altra Casa Consistorial, situada a l'actual Plaça Major, en uns terrenys cedits pel desaparegut Convent de Sant Francesc, situats a la vorera sud de la plaça.
Arran de l'incendi de 1561 i la destrucció total de l'entorn, l'Ajuntament va decidir canviar la ubicació del consistori, ocupant el lloc que té actualment i presidint la reformada Plaça Major. L'edifici va ser projectat el 1561 per Juan Sanz de Escalante amb posteriors modificacions de Francisco de Salamanca i de Juan de Herrera i seguia el model auster imposat per la casa d'Àustria. De la seva silueta en destacaven dues torres als extrems i una torre campanar amb rellotge al centre que es va incorporar a mitjans del segle xix amb materials procedents de l'enderroc del Convent de Sant Francesc.
Les obres es van iniciar el 1562 i van acabar el 1577. Al segle xvii es van construir les torrasses laterals i el 1833 es va erigir la torre del rellotge. L'antiga casa consistorial constava de dos cossos, l'inferior posseïa tres balcons a cada costat i una porta central i el cos superior tenia una sèrie de 17 arcs successius.
Aquest edifici es trobava en arribar el segle xix en un lamentable estat de conservació, i per això el 1879 a proposta de l'alcalde de la ciutat Miguel Íscar, es va demanar un informe sobre la seguretat de l'immoble, després del qual el ple municipal del 10 de febrer va acordar l'enderrocament d'aquest vell consistori per a la construcció d'un altre més modern i que comptaria amb més capacitat. L'enderroc de l'antiga casa consistorial es va iniciar el 12 d'agost de 1879 i les seves restes van ser emprades per a la construcció de la cascada i l'estany del parc del Campo Grande. L'Ajuntament es va situar llavors al Palau d'Ortiz Vega, del carrer del Duc de la Victòria i més tard al Seminari Conciliar, adjunt a la desapareguda Escola Normal de Mestres del carrer López Gómez.

## La nova casa Consistorial

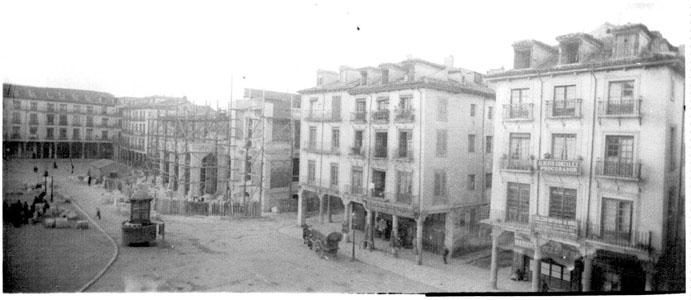
Construcció del nou consistori val·lisoletà.

El 1880, es va convocar concurs públic d'idees per a la construcció de la nova casa consistorial, del qual en va resultar guanyador el projecte de l'arquitecte local Antonio Iturralde Montel, encara que el disseny no va agradar massa i la Reial Acadèmia de Belles Arts de la Puríssima Concepció va qüestionar el projecte triat. No obstant això, les obres la construcció del nou edifici no van començar fins a 1892, a causa, sobretot, a les dificultats econòmiques que travessava l'Ajuntament de Valladolid.
Un any després, el 1893, es van iniciar discrepàncies entre Iturralde i l'Ajuntament; aquest acusava l'arquitecte de no disposar d'un projecte estable i d'errors en el càlcul del cost total de l'obra. Finalment, les obres es van paralitzar al març de 1894 fins a la mort de l'arquitecte en 1897 quan es va poder rescindir el contracte.
L'Ajuntament va optar llavors per fer un sorteig per tal de trobar un arquitecte per a la continuació de les obres, entre aquells que recentment haguessin dirigit la construcció d'edificis:
| « | "[…] grandiosos i artístics, destinats a serveis públics» | » |

Dels sis arquitectes que es van considerar, l'elegit va ser l'avilès Enrique María Repullés y Vargas, a qui correspon l'edifici actual. Després de la presentació del projecte, Repullés va enderrocar tot el que s'havia fet fins al moment del projecte d'Antonio Iturralde a causa de la impossibilitat d'aprofitar el que ja s'ha edificat, modificant el projecte inicial.
L'edifici de Repullés és d'estil eclèctic, de caràcter beaux-artià amb inspiració renaixentista; per al seu disseny l'arquitecte es va inspirar en el palau de Monterrey de Salamanca, encara que va emprar pedra granítica per al sòcol i per a la fonamentació, procedent de Campaspero i Villanubla, i maó premsat per als murs de la façana a excepció de la seva part central.
Es tracta d'un edifici de planta rectangular i grans dimensions; 2.598 m². Té quatre altures, soterrani i tres plantes, precedida d'un balcó en la seva façana principal, amb torres rectangulars i pati interior. En el cos central hi ha una torre més esvelta que les de les cantonades en què es troba el rellotge, obra de Moisés Arroyo, i l'escut de Valladolid.
El nou edifici es va inaugurar el 19 de setembre de 1908.

## Interior

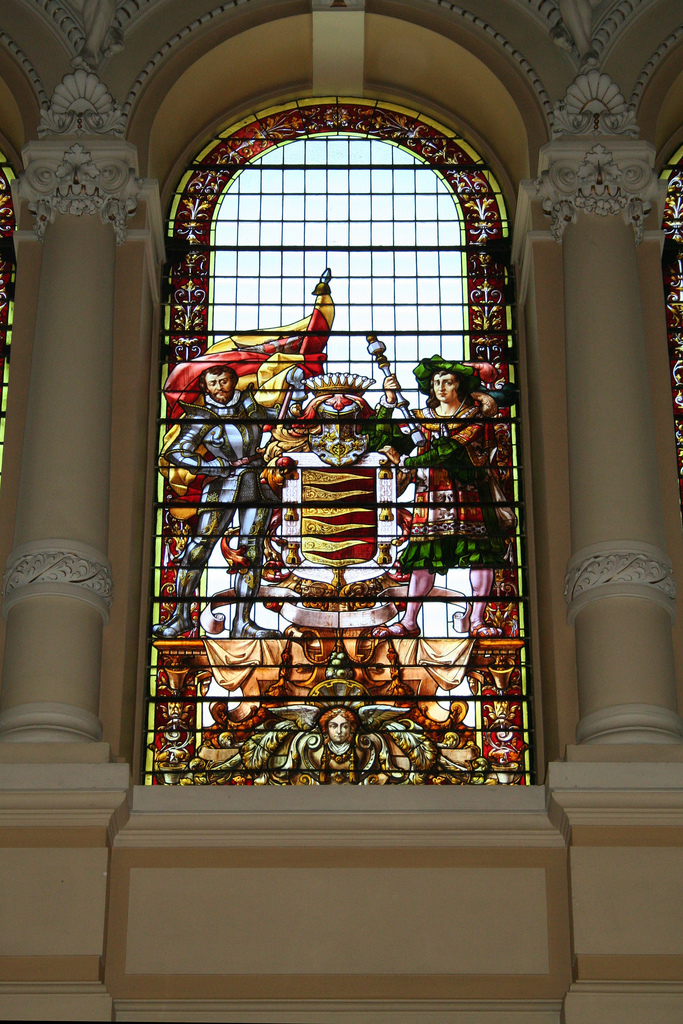
Vidriera interior.

L'interior es va dissenyar amb pretensions historicistes, decorant-lo amb pintures del mateix gènere, originals del cubà Gabriel Osmundo Gómez. L'escala és de tipus imperial, concebuda pels germans Gargallo i realitzada en marbre i bronze. Hi ha diverses vidrieres entre les quals destaca la central en què hi ha representat l'escut de la ciutat flanquejat per un abanderat i un macer.
Al pis principal hi ha dos rebosters amb passatges de la vida dels Reis Catòlics vinculats a la ciutat i sota d'aquests les antigues arques consistorials, on durant molt de temps es van custodiar els documents i diners de l'Ajuntament.
A través d'unes portes situades a banda i banda d'aquests elements s'accedeix al saló de recepcions, de planta rectangular que s'obre al balcó que presideix la Plaça Major. La decoració va anar a càrrec dels germans Gargallo i a la paret que dona al balcó es troben vidrieres que representen escenes de personatges importants en la història de la ciutat. El sòl és de fustes nobles, les parets estan decorades amb motius a candelieri i la volta alberga frescs d'Osmundo Gómez amb escenes al·legòriques sobre la fundació de la vila. Completen la decoració de la sala un reboster amb l'escut de Valladolid i retrat de cos complet de Pedro Ansúrez, primer senyor de la vila. Al saló de recepcions s'hi realitzen reunions protocol·làries, i actes institucionals.
Annexos al saló de recepcions hi ha la sala de regidors, emprada actualment per a rodes de premsa i reunions de les comissions municipals, i el despatx de l'alcalde. La decoració de la sala d'alcaldia va anar a càrrec de Francisco Prieto. El mobiliari de la sala és de fusta de noguera, decorat amb relleus d'escenes bíbliques, i va ser adquirit en subhasta. En aquest despatx se celebren les sessions de la Junta de Govern Local i les reunions dels regidors de l'Ajuntament amb la delegació. A l'avantsala del despatx, hi ha la secretaria de l'alcalde, la sala de visites i l'oficina de la direcció de Gabinet de Govern i Relacions.
A la part posterior de l'edifici, cap a la seva façana posterior que dona a la plaça de la Rinconada, es troba el Saló de Sessions o Saló de Plens. De planta rectangular, està decorat seguint l'estil historicista de la resta de la casa consistorial, i va anar a càrrec d'Algueró. El mobiliari va ser realitzat per Manuel Ibargoitia i és de fusta de noguera massís.
En els despatxos i salons es conserva una notable col·lecció de pintures, algunes són dipòsit del Museu del Prado, entre les quals destaquen un Florero de Benito Espinós o la Romería de San Ignacio, obra d'Inocencio Medina Vera. Entre les propietats municipals es troben un Sant Joan Baptista del segle xvii obra de Josep de Ribera i quadres d'autors Valladolid com Castro Cires, o Aurelio García Lesmes entre d'altres. La sala principal o sala de recepcions de l'Ajuntament dona a la façana de la plaça mentre que el saló de plens municipal correspon a la part posterior.